# 楊廷樺
楊廷樺（？—1787年），號蘅圃，順天府大興縣（今屬北京市）人，清朝官員。

## 生平
乾隆二十二年（1757年）丁丑科進士，乾隆三十六年（1771年）九月，由浙江金华府调补泉州府知府，四十一年（1776年）六月卸事。
乾隆四十七年（1782年），楊廷樺奉旨擔任福建分巡台灣兵備道。乾隆五十二年（1787年），任山東按察使與布政使。期間，因罪遭降級革職，又返台灣任臺灣府知府，到任後不久逝世。去世後，清朝政府特恢復他生前的布政使官銜。